# Torgny Mogren
Nils Arne Torgny Mogren (Hällefors, 26 de julio de 1963) es un deportista sueco que compitió en esquí de fondo. 
Participó en cinco Juegos Olímpicos de Invierno, entre los años 1984 y 1998, obteniendo una medalla de oro en Calgary 1988, en la prueba de relevo (junto con Jan Ottosson, Thomas Wassberg y Gunde Svan), y el cuarto lugar en Albertville 1992, en la misma prueba.
Ganó nueve medallas en el Campeonato Mundial de Esquí Nórdico entre los años 1987 y 1993.

## Palmarés internacional
| Juegos Olímpicos   | Juegos Olímpicos       | Juegos Olímpicos  | Juegos Olímpicos |
| Año                | Lugar                  | Medalla           | Prueba           |
| ------------------ | ---------------------- | ----------------- | ---------------- |
| 1988               | Calgary (Canadá)       | Medalla de oro    | Relevo 4 × 10 km |
| Campeonato Mundial |                        |                   |                  |
| Año                | Lugar                  | Medalla           | Prueba           |
| 1987               | Oberstdorf (RFA)       | Medalla de oro    | Relevo 4 × 10 km |
| 1987               | Oberstdorf (RFA)       | Medalla de bronce | 50 km            |
| 1989               | Lahti (Finlandia)      | Medalla de oro    | Relevo 4 × 10 km |
| 1989               | Lahti (Finlandia)      | Medalla de plata  | 15 km            |
| 1989               | Lahti (Finlandia)      | Medalla de plata  | 50 km            |
| 1991               | Val di Fiemme (Italia) | Medalla de oro    | 50 km            |
| 1991               | Val di Fiemme (Italia) | Medalla de plata  | Relevo 4 × 10 km |
| 1991               | Val di Fiemme (Italia) | Medalla de bronce | 10 km            |
| 1993               | Falun (Suecia)         | Medalla de oro    | 50 km            |